# .asia
.asia este un domeniu de internet de nivel superior, pentru Asia (GTLD).